# عرب باكستان
العرب في باكستان (بالأردوية: پاکستان میں عرب)‏ تتكون من المهاجرين من مختلف بلدان العالم العربي وخاصة مصر، وسلطنة عمان، والعراق، والكويت، وسوريا، وليبيا، والسعودية، وفلسطين، والأردن، واليمن ولها تاريخ طويل. أول شكل من أشكال الاتصال بين العرب وباكستان الحديثة كان في عام 711 إلى السند عندما أراد القائد العسكري محمد بن القاسم الثقفي تحرير المسلمين الذين أسرهم جنود راجا داهر بينما كانوا عائدين من سريلانكا في سفينة تجارية إلى ديارهم في مدينة البصرة بالعراق.

## التاريخ
استحوذ اللصوص على السفينة بينما كانت تمر بميناء يقع في السند في باكستان وأخذوا الناس كأسرى، وكان الحجاج بن يوسف الثقفي والي العراق في ذلك الوقت، وعند سماعه الأخبار، كتب إلى راجا داهر وطلب منه الإفراج عن السجناء. راجا داهر الذي كان ملك السند في ذلك الوقت، وأبى أن يفعل أي شيء حيال ذلك، الأمر الذي دفع الحجاج لأن يأمر محمد بن القاسم الثقفي بالمضي قدما إلى السند مع وحدات من الجيش من 6000 جندي من أجل تخليص السجناء والإفراج عنهم. محمد بن القاسم الثقفي الذي كان بالكاد يبلغ سبعة عشر عاما من العمر في ذلك الوقت، ومع ذلك كان قائدا عسكريا شجاعا حَسَنَ التدبير وهذا السبب الذي جعل الحجاج يختاره.
وبعد أن نشر محمد بن القاسم الثقفي قواته في السند تمكن من هزيمة راجا داهر وتحرير السجناء. كما غزا السند وضم جميع المناطق حتى وصل إلى ملتان، وضمها إلى أراضي المسلمين. ومنذ ذلك الوقت شهدت باكستان أول اتصال رسمي مع العرب وكانت هناك عناصر هامة من الثقافة العربية، كالطعام، والعلوم، والفنون والتقاليد التي جلبت إلى المنطقة. وشهدت هذه الفترة أيضا دخول الإسلام إلى باكستان التي ازدهرت وازدهرت بشكل كبير. والإسلام اليوم هو الدين السائد في دولة باكستان.
وبعد وفاة محمد بن القاسم الثقفي بقيت السند تحت الحكم العربي مدة قرنين.

## المهاجرون
وفقا للعديد من الإحصاءات، فإن إجمالي عدد العرب في باكستان، سواء السكان القانونيين أو غير القانونيين لا يزال بالآلاف، ويقيمون في البلاد.

### المصريون
كان هناك 1500 من المصريين الذين يعيشون في باكستان خلال عقد التسعينات من القرن العشرين. بعد هجوم عام 1995 على السفارة المصرية في باكستان من قبل المتطرفين المصريين الحكومة المصرية جددت التركيز الأمني وتعاونت مع الحكومة الباكستانية إلى إخراج المصريين من باكستان حيث اعتُبروا عناصر مشبوهة؛ وبالتالي فإن العديد من المصريين الذين يعيشون في باكستان طردوا أو تعرضوا لمواجهة حملة تمييز ضدهم. وتم توقيع معاهدة بين البلدين تضمن إعادة أي مصري مطلوب يتم القبض عليه في باكستان إلى القاهرة.

### الإماراتيون
يزور المواطنون الإماراتيون والملوك بشكل دوري باكستان لصيد الصقور، وخاصة الحبارى الآسيوي. وفي رحيم يار خان، فقد بُني للشيخ زايد قصر الصيف ومطار للاستخدام الشخصي له عندما يزور باكستان للصيد والاستجمام. وقد قام بهذا التقليد العديد من الشخصيات الملكية الأخرى، وسط غضب من قبل علماء البيئة على انخفاض عدد الصقور.

### الأردنيون
معظم الأردنيين في باكستان من الطلاب.

### العمانيون
تقع عمان على مقربة من باكستان. وكانت الهجرة بين الدولتين شائعة. وقد شكل المهاجرون الباكستانيون من بلوشستان مستوطنات في عمان لعقود، وحصلوا على الجنسية العمانية. العديد من البلوشيين العمانيين، الذين انصهروا في المجتمع العماني، يحافظون على الهجرة والاتصال مع بلوشستان.

### الفلسطينيون
بلغ عدد الفلسطينيين في باكستان 8,000 شخص خلال سبعينات القرن العشرين. ولكن أعدادهم قد انخفضت إلى حد كبير (بين 400 و500 شخص) ومنهم عوائل فلسطينية لا تزال تسكن في باكستان. معظم الفلسطينيين الموجودين في باكستان هم طلاب يدرسون في الجامعات الباكستانية المنتشرة في مدن باكستان مثل كراتشي، ولاهور، وحيدر أباد، وكويته وملتان. أما الأسر فقد استقرت بالدرجة الأولى في إسلام آباد وكراتشي.
ومن أشهر الشخصيات الفلسطينية التي عاشت في باكستان عبد الله عزام.

### السعوديون
كانت هناك 250 إلى 300 سعودي في باكستان في عام 2009.

### السوريون
يوجد حوالي 200 سوري في باكستان. وهناك أيضا طلاب سوريون يدرسون في المؤسسات الباكستانية. وقد شهد شهر أيار / مايو 2011 احتجاجات للمغتربين السوريين في باكستان أمام السفارة السورية في إسلام أباد تدين الرئيس السوري بشار الأسد ونظامه، وكانت هذه الاحتجاجات متزامنة مع الاحتجاجات السورية في سوريا.

### اليمنيون
يوجد في باكستان العديد من المجتمعات المهاجرة مثل تشاوش ونواياث والعرب في ولاية كجرات، الذين يعود نسبهم إلى الحضارم في اليمن. نسبة كبيرة من العرب في باكستان تأتي من اليمن.